# Knoxville Challenger 2001
Il Knoxville Challenger 2001 è stato un torneo di tennis facente parte della categoria ATP Challenger Series nell'ambito dell'ATP Challenger Series 2001. Il torneo si è giocato a Knoxville negli Stati Uniti dal 13 al 18 novembre 2001 su campi in cemento indoor.

## Vincitori

### Singolare
James Blake ha battuto in finale  Gabriel Trifu con il punteggio di 6–4, 6–4.

### Doppio
Mardy Fish /  Jeff Morrison hanno battuto in finale  Brandon Coupe /  Kelly Gullett con il punteggio di 6–3, 6–0.